# Johann Wilhelm Schlatter
Johann Wilhelm Andrejewitsch Schlatter (russisch Иван Андреевич (Иоганн Вильгельм) Шлаттер; * 19. Februar 1708 in Berlin; † 23. Januarjul. / 3. Februar 1768greg. in St. Petersburg) war ein russischer Metallurg.

## Leben
Schlatter, Sohn des Zürichers Heinrich Schlatter, besuchte in Berlin das Joachimsthalsche Gymnasium. Als der Vater 1718 von Peter I. angeworben wurde, kam Schlatter mit dem Vater 1719 nach St. Petersburg, wo der Vater Assessor im Bergkollegium (Amt für Bergbauwesen) wurde.
Schlatter begann 1722 seinen Dienst im Bergkollegium als Probierer. Ab 1726 leitete er in der Kanzlei des Münzwardeins die Probiergruppe. 1727 wurde er beauftragt, das Gelände von Duderhof bei St. Petersburg zu überprüfen, für das es Hinweise auf Kupfererz gab. Er diente dann als Übersetzer des Münzdepartements.
Ab 1738 arbeitete Schlatter im 1724 gegründeten St. Petersburger Münzhof. Er richtete ein Speziallaboratorium ein und führte eine neue Methode zur Abtrennung des Golds in goldhaltigem Silber aus den Nertschinsker und Altaier Lagerstätten ein (Schlatter-Methode). Er verbesserte die Verhüttung von Silber in großen Mengen und den Abguss zur Erzeugung dünner Platten für die Münzprägung, die er auch verbesserte. 1739 wurde seine Beschreibung der Münzkunst veröffentlicht. Unter Schlatters Leitung wurde 1750 im Sestrorezker Waffenwerk der Alexander-Newski-Reliquienschrein aus 76 Pud (1245 kg) Altaier Silber abgegossen.
Schlatter wurde 1753 Hauptrichter (Direktor) der Münzkanzlei und 1754 Direktor des St. Petersburger Münzhofs. In den Jahren von 1754 bis 1758 veröffentlichte er Aufgaben der Münzkunst für die Ausbildung von Münzjunkern des Münzhofs und für sonstige Studierende. Sein Handbuch für Metallurgen und Bergbauingenieure erschien 1760. Schlatters Buch war das erste Lehrbuch dieser Art in Russland und wurde 1761 von  der Leitung der Kolywano-Woskressenskije-Hüttenwerke im Altai zur Pflichtlektüre für Bergoffiziere erklärt, zu denen auch Iwan Polsunow gehörte.
Nach der Genehmigung für die Einrichtung eines neuen Amtes für die Ausgabe von Wechsel-Assignatowken als Ersatz für das schwere Kupfergeld im November 1757 wurde Schlatter 1758 zum Leiter des neuen Amtes ernannt. Er sorgte für die Angleichung der Werte der Gold- und Silbermünzen an die internationalen Standards, um den Verkauf von Goldmünzen ins Ausland zu verhindern.
Als der Präsident des Bergkollegiums Michail Opotschinin 1760 sein Amt aufgab, wurde Schlatter sein Nachfolger. Er sorgte für die ordnungsgemäße Erledigung der Aufgaben, so dass das Bergkollegium seine frühere Bedeutung wiedergewann, und erweiterte das Tätigkeitsfeld. Ab 1764 war das Bergkollegium auch für die Münzen, die Medaillen und die Standardisierung des Probierens zuständig. 1767 ging er als Geheimer Rat (III. Rangklasse) in den Ruhestand. Sein Nachfolger war Apollos Mussin-Puschkin.
Schlatter war mit Sarra Jelisaweta geborene Wasserman, Tochter des Duderhofer Pastors, verheiratet und hatte zwei Söhne und neun Töchter.
Schlatter starb am 3. Februar 1768 in St. Petersburg.